# 黃麖地

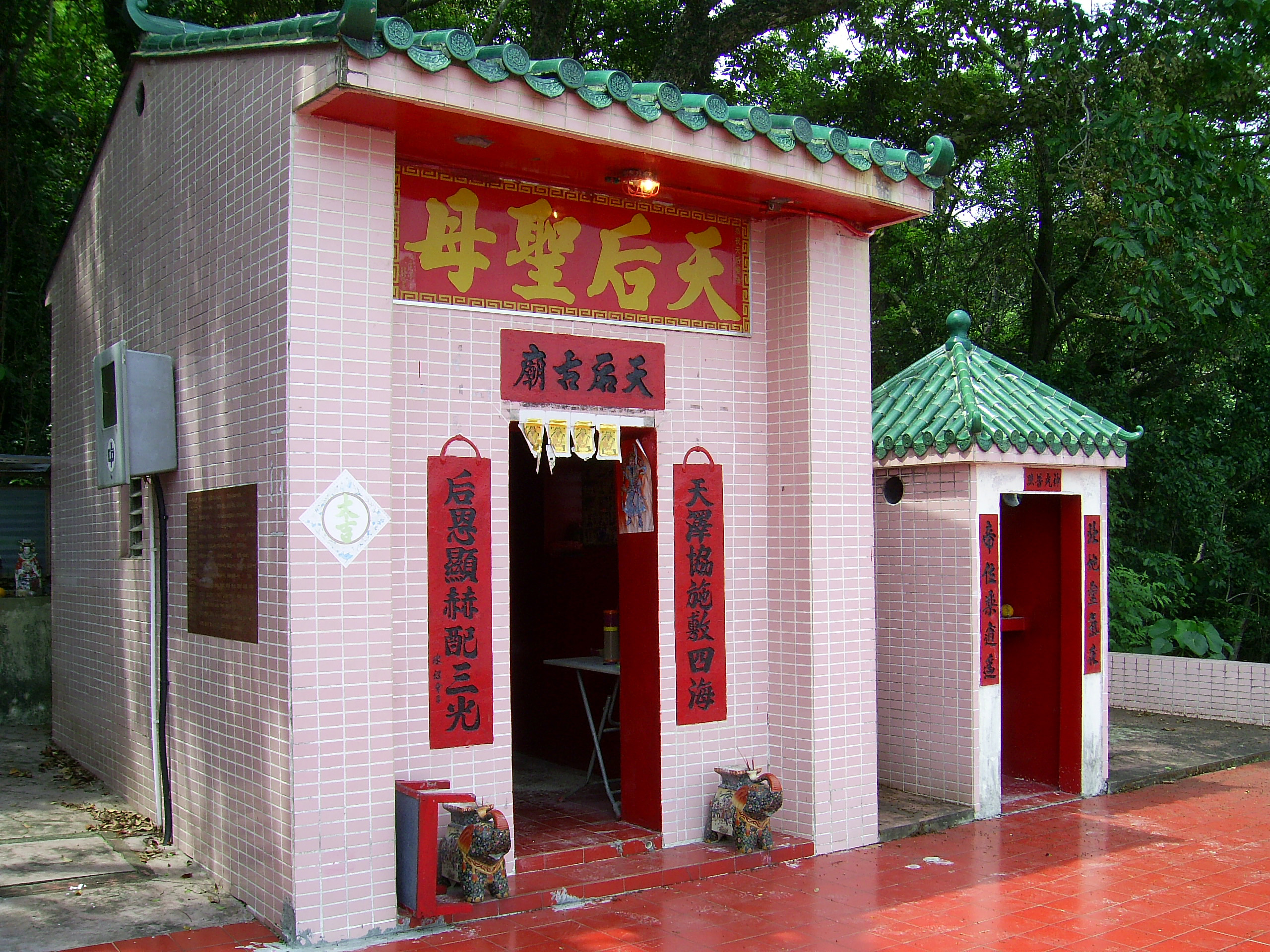
位於黃麖地的天后廟（2009年6月）

黃麖地（英語：Wong Keng Tei）是一條位於香港西貢半島斬竹灣的鄉村。

## 行政區劃
黃麖地是新界小型屋宇政策下其中一條認可鄉村。

## 歷史
1911年，北潭涌被描述為一個由六條鄉村（黃宜洲、北潭、上窰、鯽魚湖、黃麖地及斬竹灣）所組成，居民不足405人之地。這六條鄉村均為客家人所居住，唯位於北潭的兩條村則除外。

## 外部連結
- 居民代表選舉黃麖地（西貢）的劃定現有鄉村範圍（2019－2022年） （页面存档备份，存于）

22°23′38″N 114°19′04″E / 22.393908°N 114.317787°E